# Grosne
Grosne é uma comuna francesa na região administrativa de Borgonha-Franco-Condado, no departamento do Território de Belfort. Estende-se por uma área de km², com  habitantes, com uma densidade de 65 hab/km².